# Sweet Seymour Skinner's Baadasssss Song
Sweet Seymour Skinner's Baadasssss Song, llamado La canción ruda del dulce Seymour Skinner en España y La canción de Skinner en Hispanoamérica, es un capítulo perteneciente a la quinta temporada la serie animada Los Simpson, emitido originalmente el 28 de abril de 1994. El episodio fue escrito por Bill Oakley y Josh Weinstein, y dirigido por Bob Anderson.

## Sinopsis
Tras rechazar la idea de llevar videos caseros de la familia Simpson y una geoda, Bart lleva a Ayudante de Santa a la escuela. Pese a que su presentación es bien recibida por la clase, el perro escapa por los ductos de aire de la escuela al seguir el aroma de comida proveniente de la cocina y es encontrado por Ralph. Willie es enviado para atrapar al perro, pero cuando lo consigue, elige el ducto equivocado para salir y el departamento de bomberos es llamado para rescatarlo. Mientras los bomberos tratan de rescatar a Willie, un enfurecido Superintendente Chalmers aparece y despide a Skinner, para sorpresa de Bart.
Chalmers contrata a Ned Flanders como el nuevo director de la Escuela Primaria de Springfield, pero cuando Ned se rehúsa a disciplinar a los niños, estos se vuelven revoltosos y la escuela se descontrola. En lugar de disfrutar una escuela carente de disciplina, Bart se siente culpable por el despido de Skinner. Luego de hacer amistad con su antiguo director, ambos se burlan de los fracasos de Ned que Bart le relata. Devastado, Skinner decide re-enlistarse en el Ejército de los Estados Unidos.
En un intento de devolver a Skinner su empleo, Bart intenta exponer el pésimo liderazgo de Ned a Chalmers. A pesar del estado de caos de la escuela, a Chalmers no le preocupa, incluso admite que Skinner nunca le importó. Sin embargo, tras escuchar a Ned mencionando a Dios en el intercomunicador, Chalmers inmediatamente despide a Ned por recitar una plegaria en una escuela pública y recontrata a Skinner como director. Alumno y director comparten una charla sobre su relación antagónica y se abrazan afectuosamente. Sin embargo, Bart le había puesto un letrero de "Patéame" en la espalda a Skinner, y el director había replicado la broma con un letrero de "Enséñame" en la espalda del niño. Ambos ríen mientras se alejan.